# 中国摄影家协会
中国摄影家协会（英文：China Photographers Association，缩写：CPA），简称中国摄协，是由中国大陆摄影家、摄影工作者组成的全国性摄影组织，是中国文学艺术界联合会的团体会员。其前身中国摄影学会成立于1956年12月19日，1979年中国摄影学会更名为中国摄影家协会，目前拥有省、市、自治区及行业团体会员58个，个人会员1.8万余人。现任主席李舸。

## 场所
中国摄影家协会的前身中国摄影学会1956年12月成立时在王府井大街12号办公，1958年夏迁至无量大人胡同24号（曾为梅兰芳居住地，后改为红星胡同61号）办公，1986年因危房改造暂迁至菜市口，1988年原址重建为两幢办公楼。
2008年6月下旬，中国摄影家协会从红星胡同61号院移至珠市口东大街2号万商汇数码城四层的临时办公区，正式会址置换至东四十二条48号院。2011年7月22日，东四十二条新会址启用。

## 历任主席
- 石少华（1956年－1966年，1985年－1991年）
- 徐肖冰（1979年－1985年）
- 高帆（1991年－2002年）
- 邵华（2002年－2008年）
- 王瑶（2012年－2017年）
- 李舸（2017年－）